# 北海道道658号本別本別停車場線
北海道道658号本別本別停車場線（ほっかいどうどう658ごう ほんべつほんべつていしゃじょうせん）は、北海道中川郡本別町を結ぶ一般道道である。

## 概要

### 路線データ
- 起点：北海道中川郡本別町東本別
- 終点：北海道中川郡本別町北3丁目（道の駅ステラ★ほんべつ、旧北海道ちほく高原鉄道 本別駅跡）
- 総距離：7.5 km

## 歴史
- 1969年（昭和44年）6月18日 - 路線認定[1]。

## 路線状況

### 重複区間
本別町
- 北1丁目 - 北3丁目（国道242号）
- 北3丁目 - 北3丁目（北海道道499号勇足本別停車場線・北海道道770号美里別本別停車場線）

## 地理

### 通過する自治体
- 十勝総合振興局
  - 中川郡本別町

### 主な接続道路
本別町
- 国道242号 - 北1丁目、北3丁目（重複）
- 北海道道499号勇足本別停車場線 - 北3丁目（重複）
- 北海道道770号美里別本別停車場線 - 北3丁目（重複）

### 道の駅
本別町
- 道の駅ステラ★ほんべつ（旧本別駅舎を転用） - 北3丁目

### 沿線にある施設など
本別町
- 本別公園 - 東町